# European Privacy Seal
De European Privacy Seal, ook wel EuroPriSe genaamd, is een Europese zegel dat een IT-product of -dienst certificeert wanneer het voldoet aan Europese regulatie rond privacy en databeveiliging.
EuroPriSe begon in juni 2007 als pilootproject met een budget van 1,3 miljoen euro door het eTEN-programma van de Europese Commissie en werd permanent in 2009 omwille van het succes.
EuroPriSe-certificaten (zegels) die toegekend worden aan IT-producten en -diensten, hebben een geldigheidsduur van twee jaar waarna opnieuw het certificatie-traject doorlopen moet worden.